# Ordine di Camões
L'Ordine di Camões è un ordine cavalleresco portoghese. Esso è stato creato dall'Assemblea della Repubblica il 7 giugno 1985 ma è stato integrato nel quadro degli altri ordini solo il 30 giugno 2021. Ha lo scopo di premiare rilevanti servizi forniti alla salvaguardia e alla proiezione della lingua portoghese come aggregatore di comunità nel mondo.
Il Gran Maestro dell'Ordine è ex officio, come per le altre onorificenze portoghesi, il Presidente della Repubblica, carica ricoperta dal 2016 da Marcelo Rebelo de Sousa.

## Storia
L'Ordine di Camões è stato istituito dall'Assemblea della Repubblica con la legge n. 10 del 7 giugno 1985. L'Ordine aveva lo scopo di premiare i servizi rilevanti resi alla cultura portoghese, alla sua proiezione nel mondo, alla conservazione dei legami degli emigranti con la madrepatria, alla promozione della lingua portoghese e all'intensificazione delle relazioni culturali tra i popoli e le comunità che parlano portoghese.
L'Ordine è dedicato al poeta Luís Vaz de Camões.
A causa di varie vicissitudini, l'Ordine non fu mai regolato e integrato nel quadro delle altre onorificenze portoghesi. Questo è avvenuto solo il 29 giugno 2021, nel contesto di una revisione della legge organica degli ordini cavallereschi e del regolamento delle onorificenze portoghesi.
La prima assegnazione dell'Ordine è avvenuta il 31 luglio 2021, con la consegna delle insegne e del titolo di Membro Onorario al Museo della lingua portoghese di San Paolo da parte presidente Marcelo Rebelo de Sousa in occasione della riapertura di questo istituto.

## Classi
Il Presidente della Repubblica è ex officio il gran maestro di tutti gli ordini cavallereschi portoghesi.
Come gli altri ordini cavallereschi portoghesi, anche l'Ordine di Camões ha due categorie di membri: titolare e onorario. I cittadini portoghesi che hanno ricevuto l'Ordine sono membri titolari, mentre i cittadini e le istituzioni straniere e i luoghi nazionali o stranieri decorati con lode sono membri onorari.
L'Ordine dispone delle seguenti classi di benemerenza a dei post nominali qui indicati tra parentesi:
- gran collare (GCollCa)
- gran croce (GCCa)
- grand'ufficiale (GOCa)
- commendatore (ComCa)
- ufficiale (OCa)
- cavaliere (CavCa o DamCa)

| Nastri          |            |              |
| Cavaliere       | Ufficiale  | Commendatore |
| Grand'ufficiale | Gran croce | Gran collare |

Come gli altri ordini cavallereschi portoghesi, il titolo di membro onorario (MHCa) può essere attribuito a istituzioni e località.
Oltre ai cittadini nazionali, possono essere insigniti dell'Ordine anche i cittadini stranieri.

## Insegne
- Il distintivo dell'Ordine di Camões è un medaglione costituito da una ruota d'oro su cui poggia un cerchio centrale smaltato di blu, filettato in oro all'esterno, con l'effigie di Luís Vaz de Camões in oro. Il cerchio è circondato da una corona di rami di quercia con ghiande smaltati di verde e legati con nastri incrociati e lumeggiata con oro.[7]

- Gli insigniti del titolo di gran collare hanno come insegne un collare, una fascia e una placca d'oro; quelli di gran croce una fascia e una placca d'oro; quelli di grand'ufficiale un collare e una placchetta d'oro; quelli di commendatore una fascia da collo e una placca d'argento; quelli di ufficiale una medaglia con una coccarda e quelli di cavaliere una medaglia. Le donne indossano l'insegna su fiocchi invece che su nastri al collo e medaglie. I fiocchi sono grandi per le classi di grand'ufficiale e commendatore, piccoli con coccarda per gli ufficiali e piccoli senza coccarda per le dame.[7]

- Il nastro è blu marino e con bordi gialli il cui simbolismo si riferisce rispettivamente ai mari che collegano tutte le comunità portoghesi e alla luce come conoscenza e sapere.[1]